# Chris Solly
Chris Solly (Maidstone, 20 gennaio 1991) è un ex calciatore inglese, di ruolo difensore.

## Caratteristiche tecniche
Terzino destro, può essere schierato anche come terzino sinistro.

## Carriera

### Club
Ha trascorso dodici stagioni consecutive al Charlton tra la seconda e la terza divisione inglese, per un totale di 144 presenze in seconda divisione e 118 presenze in terza divisione e, coppe comprese, 313 presenze e 3 reti tra tutte le competizioni ufficiali con la maglia degli Addicks.

### Nazionale
Ha giocato nelle nazionali giovanili inglesi Under-16 ed Under-17.

## Palmarès

### Club

#### Competizioni nazionali
- National League South: 1

Ebbsfleet United: 2022-2023